# Džamija Kolšarif
Džamija Kolšarif jedna je od većih džamija u Europi, nalazi se u gradu Kazanu u ruskoj autonomnoj republici Tatarstan. Najveća je džamija u Rusiji.
Džamija se nalazi u Kazanjskom kremlju na mjestu istoimene džamije, koja je postojala za vrijeme Kazanjskog Kanata. Džamija je bila srušena za vrijeme osvajanja Ivana Groznog 1552. Današnja džamija počela se graditi 1996. i završena je na 1000. obljetnicu postojanja grada Kazana 24. srpnja 2005. Ime je dobila po kazanjskom imamu i branitelju Kolšarifu.
U džamiji se nalaze muzej i prodavaonica s vjerskim predmetima i suvenirima.